# مصطفى جلال (لاعب كرة قدم قطري)
مصطفى جلال لاعب كرة قدم قطري يلعب في نادي الشحانية.

## مسيرة اللاعب
لعب سابقاً في نادي الخور ونادي الشحانية .

## روابط خارجية
- مصطفى جلال على موقع قاعدة بيانات كرة القدم.إي يو (الإنجليزية)
- مصطفى جلال على موقع ناشيونال فوتبول تيمز (الإنجليزية)
- مصطفى جلال على موقع Soccerway.com (الإنجليزية)
- مصطفى جلال على موقع كووورة